# Предасоціація
Предасоціація (рос. предассоциация, англ. pre-association) — етап поетапної реакції, в якій молекулярна частинка С присутня в парі зіткнення або комплексі зіткнення з А (А...С) в ході утворення В з А.
А + С  →a→(A...C) —b→ В 
a:предасоціація; b: швидко
Тут частинка С може (але не обов'язково) сприяти утворенню В з А, що само по собі може відбуватися за бімолекулярною реакцією з іншим реагентом. Предасоціація є важливою тоді, коли В надто короткоживуча, щоб В та С могли разом дифундувати й зблизитись внаслідок дифузії.